# بلک میسا (بازی ویدئویی)
بلک میسا (به انگلیسی: Black Mesa) بازی تیراندازی اول شخص است که توسط کروبار کالکتیو ساخته و منتشر شده است. این بازی یک بازسازی از بازی نیمه عمر است، که با موتور بازی سازی سورس ساخته شده است. بلک میسا ابتدا به عنوان یک ماد رایگان در سال ۲۰۱۲ منتشر شد، سپس توجه سازندگان اصلی را به خود جلب کرد و شرکت ولو سر انجام این بازی را برای انتشار تجاری تأیید کرد. سپس این بازی در سال ۲۰۱۵ بعنوان یک نسخه بتا در دسترس عموم قرار گرفت سپس در سال ۲۰۲۰ نسخه نهایی(definitive edition) برای سیستم عامل مایکروسافت ویندوز و لینوکس منتشر شد.
به دلیل زمان طولانی توسعه این بازی، پس از انتشار بازی بسیار مورد توجه قرار گرفت. تغییرات عمده شامل مجموعه‌ای از بافت‌ها، مدل‌ها و ان پی سی‌ها، زمان اجرا طولانی‌تر، سطح بهبودیافته و طراحی پازل همراه با چالش، هوش مصنوعی دشمن، و دیالوگ‌ها و عناصر داستانی اضافی است.
نسخه دسترسی زودهنگام بلک میسا با به‌روزرسانی و بهبود، بازخوردهای مثبتی دریافت کرد. بازبینی‌ها، گیم‌پلی و توجه به جزئیات را ستایش کردند و آن را با نسخه رسمی ولو و بهبود محیط زن مقایسه کردند.

تصویر بالا نیمه عمر ۱۹۹۸ تصویر پایین بلک میسا ۲۰۲۰

## گیم پلی
بلک میسا یک بازی تیراندازی اول شخص است که برای پیشروی در بازی، بازیکن را ملزم به انجام وظایف رزمی و حل پازل‌های مختلف می‌کند. از نقطه نظر طراحی، گیم پلی تا حد زیادی نسبت به بازی اصلی نیمه عمر بدون تغییر باقی مانده است. بازیکن می‌تواند تعدادی سلاح را که در طول بازی پیدا می‌کند، حمل کند، اگرچه باید مهمات را برای اکثر سلاح‌ها پیدا کرده. شخصیت بازیکن توسط یک لباس خطر محافظت می‌شود که سلامت بازیکن را کنترل می‌کند و می‌تواند به عنوان یک سپر شارژ شود و مقدار محدودی آسیب را جذب کند. بسته‌های سلامتی و باتری را می‌توان به صورت پراکنده در بازی پیدا کرد.

## داستان
طرح بلک میسا تقریباً مشابه خط داستانی نیمه عمر است. مانند بازی اصلی، بازیکن کنترل گوردون فریمن، فیزیکدان نظری که در مرکز تحقیقاتی بلک میسا کار می‌کند را بر عهده دارد. او وظیفه دارد تا نمونه ای از مواد غیرعادی را در یک طیف‌سنج ضد جرمی برای تجزیه و تحلیل قرار دهد و با استفاده از لباس محیط خطرناک مارک ۴این کار را به صورت ایمن انجام دهد. با این حال، نمونه باعث ایجاد یک «آبشار تشدید» می‌شود، که تأسیسات را ویران می‌کند و شکافی بین‌بعدی به بعد بیگانه‌ای به نام Xen ایجاد می‌کند و موجودات بیگانه‌اش را به زمین می‌آورد. فریمن از این حادثه جان سالم به در می‌برد، بازماندگان دیگری را پیدا می‌کند و وظیفه دارد برای درخواست کمک به سطح زمین برود. اما پس از رسیدن به سطح زمین، متوجه می‌شود که این مرکز از وجود هر موجود زنده - انسان یا بیگانه - توسط ارتش پاک می‌شود. فریمن از دانشمندان بازمانده می‌آموزد که تنها راه برای جلوگیری از تهاجم بیگانگان، عبور از Xen و نابود کردن موجودیت است که شکاف را باز نگه می‌دارد.

## پیشرفت‌ها
از آنجایی که این بازی بر روی موتور سورس ساخته شده است، قابلیت تغییر در محیط توسط ماد را نیز دارد که این قابلیت توسط استیم ورکشاپ فراهم شده است.

### بروزرسانی
پس از انتشار اولین نسخه بلک میسا، تیم توسعه شروع کار بر روی نسخه ریمستر یا Black Mesa 1.5 را اعلام کرد که مرحله Xen را از طرح اصلی ولو به طرح جدیدی تغییر می‌دهد تا چالش‌برانگیزتر شود و همچنین از ویژگی‌های نورپردازی جدید استفاده کند. این به روز رسانی رایگان در تاریخ ۲۵ نوامبر ۲۰۲۰ منتشر شد.

### موزه زٍن
کروبار کالکتیو در آوریل ۲۰۲۱ آپدیتی به نام موزه زن منتشر کرد که موزه‌ای مجازی در آن پدیدار می‌شود. که تلاش‌های پنج سال گذشته تیم در ایجاد میسا و عمدتاً کار آنها در بازسازی زن و نیمه عمر را مستند می‌کند.

## نمرات
| گردآورنده | امتیاز             |
| --------- | ------------------ |
| متاکریتیک | 86/100 (9 reviews) |

| ناشر      | امتیاز |
| --------- | ------ |
| سی‌وی‌جی    | 8.5/10 |
| دستراکتید | 8/10   |
| یوروگیمر  | 9/10   |
| گیمزتی‌ام  | 9/10   |
| آی‌جی‌ان    | 8/10   |

بلک میسا در طول توسعه خود مورد توجه چندین نشریه بازی ویدیویی قرار گرفته است. در مقالاتی از جمله دنیای بازی‌های ویدئویی، پاور پلی، و پیسی گیمر یوکی برجسته شده است. ولو در سال ۲۰۰۷ یک به‌روزرسانی خبری در مورد اصلاح پلتفرم توزیع دیجیتال اسیم خود منتشر کرد و گفت: «ما هم مثل بقیه مشتاقیم [Black Mesa] را در اینجا بازی کنیم.»